# Beatrice Nyffenegger
Beatrice Nyffenegger (Murten, Suïssa, 13 de setembre de 1940) és una poetessa, narradora de contes, traductora, professora d'alemany i especialista en tècniques geriàtriques. Nascuda a Suïssa i resident a Manresa des de l'any 1963. Ha publicat nombrosos llibres de poesia per a persones adultes, i contes i poesia per a infants; a més de la traducció al català dels tres volums de contes dels germans Grimm.
Ha participat en nombrosos actes culturals, així com en conferències o bé impartint cursos. Les contribucions del seu marit, en Salvador Clotet, han ajudat a il·lustrar i enriquir visualment les seves composicions poètiques.

## Biografia
Neix a Murten (Suïssa), el 13 de setembre de 1940. Va viure molts anys a Berna, fins a principis dels anys 60, que va venir de vacances a Catalunya; i allí va conèixer al seu futur marit, en Salvador Clotet, amb qui va tenir una filla i tres fills. A Suïssa, va treballar en una oficina, aprofitant els seus estudis de comerç. Més tard, va exercir d'ATS diplomada. L'any 1963 es trasllada a Manresa, on viu fins a l'actualitat. Va obtenir el títol de professora d'alemany a l'Escola d'Idiomes de Barcelona, feina que va exercir durant molts anys.
Ha participat en diversos actes culturals; i també en les Setmanes Culturals i del Dia del Llibre, organitzats per diferents escoles. Ha intervingut, com a docent, en els cursos de Pridem per a persones a l'atur, sota la direcció d'Antoni Reyes.
Amant dels idiomes, ha treballat com a intèrpret, aprenent el nepalès i mostrant interès per la filosofia budista.

## Publicacions
Narradora de contes i poetessa. Va començar fent-ho en alemany. Alguns dels contes curts i poemes van ser publicats en revistes especialitzades, però ben aviat va comprendre que havia d'aprendre el català i ho va fer de manera autodidacta. A partir d'aqui va començar a escriure i a publicar en català.
La seva primera obra va ser Uriel: jo i la meva mare, amb dibuixos de Salvador Clotet, portada del seu fill Marc, i editat personalment a la impremta Bausili l'any 1983. El 1984 publica Darrere les paraules, amb dibuixos de Manuel Soteras i pròleg de Manuel Quinto. Aquest mateix any, les Publicacions de l'Abadia de Montserrat li publiquen la traducció dels tres volums de contes dels germans Grimm. L'any 1985, també li publicarà el llibre infantil El pont de colors, amb il·lustracions d'Irene Bordoy.
Obté una menció honorífica en el concurs de l'editorial Cruïlla, cosa que li permet publicar l'any 1998, dins la col·lecció El vaixell de vapor, Els estranys amics de la Mary Wood, amb il·lustracions de Ramon Martí.
L'any 1990 obté la viola d'or i argent en els XXès Jocs Florals de la "MIsteriosa LLum" Ciutat de Manresa, amb Les pàgines de l'oblit. Un total de 29 poemes curts al voltant del tema de la presó. Serà publicat, l'any 1996, amb dibuixos de Marzo-Mart.
L'any 1993 publica El Silenci retrobat, dedicat a Mn. Josep Junyent, amb dibuixos de Josep Maria Massegú. L'any 1999 edita Zauberer vol dir mag: un abecedari molt especial, amb dibuixos d'Anna Hermoso.
L'any 2009 publica, conjuntament amb Tomàs Torras, el llibre de poesia per a persones adultes Imatges i paraules.
L'any 2012 publica Històries del Parc de l'Agulla i altres contes, amb il·lustracions d'en Joan Romero, i el llibre de poemes per a persones adultes Veure-hi amb els ulls dels somnis, amb dibuixos de Josep Maria Massegú. Dos anys més tard, el 2014, publica El Dinosaure amb la vareta màgica, també amb il·lustracions de Joan Romero.